# Bernhard Lang
Bernhard Lang   (Linz, 24 de febrer de 1957) és un compositor austríac, improvisador i programador de patches i aplicacions musicals. La seva obra es pot descriure com a música contemporània moderna, amb arrels, però, en diversos gèneres com l'avantguarda del segle xx, música clàssica europea, jazz, jazz lliure, rock, punk, techno, EDM, electrònica, música electrònica i ordinador -la música generada. Les seves obres es representen en tots els festivals rellevants de música moderna i van des de peces en solitari i música de cambra fins a grans peces de conjunt i obres per a orquestra i teatre musical. A més de música per a sales de concerts, Lang dissenya instal·lacions de so i música per a instal·lacions de teatre, dansa, cinema i so.
Bernhard Lang va tenir protagonisme amb el seu cicle de treball Differenz / Wiederholung (Diferència / Repetició), compost entre 1998 i 2013, en què va il·luminar i examinar els temes de les cultures reproductores i de DJ basats en l'obra filosòfica de Gilles Deleuze. Qüestions socioculturals i de crítica social, com a "Das Theatre der Wiederholungen/The Theatre of Repetitions" (2003) són tan profundament examinades com problemes intrínsecs musicals i musicals culturals ("Odio Mozart", 2006). Un altre focus és el "reciclatge" de la música històrica, que Lang realitza mitjançant Patches autoprogramats, aplicant processos de filtre i mutació (com en el cicle "Monadologia").
A banda dels instruments clàssics europeus, Lang també utilitza els seus homòlegs elèctrics amplificats (per exemple, viola elèctrica) i els grups que es posen a punt microtonalment. Sintetitzadors analògics i digitals, teclats, instruments de música rock (guitarra elèctrica i baix, bateria), plaques giratòries (l'instrument de traça de la cultura reproductiva), rapers, cantants àrabs, discurs i electrònica en directe (principalment l'autoprogramat "Loop Generator") s'utilitzen de manera similar.
Bernhard Lang va estudiar al "Brucknerkonservatorium" de Linz (Àustria). El 1975 es trasllada a Graz per estudiar filosofia i filologia alemanya, teoria del jazz (Dieter Glawischnig), piano (Harald Neuwirth), contrapunt (Hermann Markus Pressl), harmonia i composició (Andrzej Dobrowolski). Del 1977 al 1981, va treballar amb diversos conjunts de jazz com a compositor, arranjador i intèrpret de piano. A l'Institut de Música Electrònica (IEM) de Graz, va començar a enfrontar-se a sistemes electrònics de música i composició basats en ordinadors. Del 1984 al 1989 va treballar al Conservatori de Graz mentre continuava els estudis amb Georg Friedrich Haas i Gösta Neuwirth. El 1987 va co-fundar el club del compositor "die andere saite" (amb prou feines "la corda alternativa", un punxó, en alemany referit també a "l'altre costat"). Juntament amb Joseph W. Ritsch va desenvolupar el programari CADMUS en C ++. El 1989 va començar a ensenyar a la Universitat de les Arts de Graz. El 1999 es va traslladar a Viena com a compositor autònom.

## Càrrecs
- des de 2003: professor associat de composició a la Universitat de les Arts, Graz
- des de 2003: activitats de teatre i dansa, col·laboració amb Xavier Le Roy, Willi Dorner, Christine Gaigg
- 2004/05: beca de la International Artist House Villa Concordia a Bamberg
- 2007: residència de treball a "Künstleratelier", Thomas Bernhard Archiv, Gmunden
- 2007/08: "Compositor en residència", Teatre Basilea
- 2008/09: Capell-Compositeur de la Sächsische Staatskapelle Dresden
- 2013: professor convidat de composició a Luzern
- 2014: Projecte de mentoria a Potsdam

Lang col·labora freqüentment amb artistes formant altres gèneres com coreògrafs, músics electrònics, artistes de vídeo i DJs. És particularment conegut per l'òpera titulada provocativament I Hate Mozart, amb llibret de Michael Sturminger, compost per al festival vienès de Mozart l'any 2006. "Das Theatre der Wiederholungen", basat en els escrits del Marquès de Sade i William Seward Burroughs i coreografiat per Xavier Le Roy, es va estrenar a Graz el 2003. La seva Monadology II va rebre la seva estrena britànica al Festival Internacional d'Edimburg el setembre del 2008, emès a la ràdio BBC 3. La monadologia utilitza un concepte que Lang denomina "processament musical-cel·lular", que Lang diu que deriva de la Monadologia de Leibniz.

## Festivals
- Steirischer Herbst (tardor estiriana), Graz 1984, 1988, 1991, 1995, 1999, 2003, 2008, 2010
- Festival Alternativa de Moscou
- Moscou Modern
- "fluctuacions de resistència" Los Angeles 1998
- Tage Absoluter Musik Allentsteig I und II (Dies de música absoluta)
- Klangarten
- Festival de Lisboa 1998
- Wien Modern, 2006 com a compositor central
- Münchner Opernfestspiele (Festival de l'Operapera de Múnic)
- Darmstädter Ferienkurse
- Festival de Donaueschingen
- Festival de Salzburg
- Pertorbacions, taller de teatre de música Kopenhagen 2003
- Wittener Tage for neue Kammermusik (Dies de la nova música de cambra Witten)
- Impuls Tanz Wien (Impuls Dance Viena)

## Premis i honors
- Preu de la música, Ciutat de Graz 1986
- 1r Premi Concurs de composició Alpe-Adria 1988
- Patrocini "Musikprotokoll" Graz 1988
- Honor especial del Consell Federal de la Ciència, Àustria
- Andrej Dobrowolski Preu Estíria 2001
- Anton Bruckner Patrocini Alta Àustria 2001
- Patrocini International Artist House Villa Concordia a Bamberg 2004/05
- Compositor central de Wien Modern (Viena Modern)
- Capell-Compositeur de la "Sächsische Staatskapelle" Dresden 2008/09
- Premi Música Ciutat de Viena 2008
- Premi de composició "Erste Bank" 2009